# 비단이 장사 왕서방
"비단이 장사 왕서방"은 한국에서 제작된 안현철 감독의 1961년 영화이다. 구봉서 등이 주연으로 출연하였고 이경식 등이 제작에 참여하였다.

## 출연

### 주연
- 구봉서
- 김희갑
- 문정숙
- 양훈

## 기타
- 조명: 방한기
- 미술: 박석인